# هاري جيبس
هاري جيبس هو سياسي كندي، ولد في 27 يناير 1893، وتوفي في 1966. انتخب عضو المجلس التشريعي من ساسكاتشوان.